# Sint-Vincentiuskerk (Velp)
De Sint-Vincentiuskerk is de voormalige parochiekerk van Velp (Noord-Brabant).
Oorspronkelijk gewijd aan de heilige Vincentius Madelgarius werd later, vermoedelijk in de 17e eeuw, veeleer Vincentius van Zaragoza als patroonheilige beschouwd. De kerk was voordien verbonden aan het kapittel van de Heilige Vincentius te Zinnik.
Oorspronkelijk stond hier een eenvoudig romaans tufstenen zaalkerkje. Het oudste deel van de huidige kerk is een deel van de zuidmuur die uit de 12e en misschien wel uit de 10e eeuw stamt. Dit is een overblijfsel van het oorspronkelijk gebouw en het zou een der oudste overgebleven kerkmuren in Noord-Brabant kunnen zijn. Het rechthoekig koor van het romaanse kerkje is bij opgravingen in 1957 blootgelegd. In het begin van de 16e eeuw werd dit koor vervangen door een breder, driezijdig gesloten gotisch koor. Daarop is het schip verhoogd en werd een noordbeuk aangebouwd. De toren stamt uit de 14e eeuw. 
Toen in 1648 de katholieke godsdienst in de Meierij van 's-Hertogenbosch en het Land van Cuijk verboden werd, bleef in het Land van Ravenstein, waartoe Velp behoorde, de godsdienstvrijheid bestaan. Daarom kon de Vincentiuskerk als parochiekerk in gebruik blijven.
Op 29 juli 1674, tijdens het beleg van het naburige -door de Fransen bezette- stadje Grave door de Staatsen, werd de kerk in brand geschoten en daarna hersteld, waarbij de kerk iets werd verkleind. De toren kreeg een spits en in 1675 een klok. In 1755 kwam er een nieuw orgel. Als zodanig bestaat het kerkje nu nog.
In 1936 werd begonnen met een nieuwe, grotere, parochiekerk die 2500 meter verderop in Nieuw-Velp werd gebouwd. De klok en het orgel werden overgebracht en in 1937 werd de nieuwe Sint-Vincentiuskerk ingewijd.
Het oude kerkje kwam leeg te staan en raakte in verval. Van 1944-1945 zijn hier nog geallieerde militairen ingekwartierd geweest, wat het verval bespoedigde. Uiteindelijk werd de kerk van 1961-1963 gerestaureerd onder leiding van architect J. Strik, waarbij 17e en 18e-eeuwse wijzigingen werden verwijderd. Daarna is het nog korte tijd een kapel van de Nederlandse Gidsen Bond geweest, waarna het opnieuw leeg kwam te staan.
Sedert 1977 wordt het kerkje, dat eigendom is van de gemeente Grave, benut door de Stichting "Kunst in 't Kerkje", die het gebruikt als expositieruimte en voor het houden van concerten.
Het kerkje is gelegen tussen het Klooster Emmaüs en het voormalige klooster "De Bronkhorst".